# Нитрам
«Нитрам» (англ. Nitram) — австралийский художественный фильм 2021 года режиссёра Джастина Курзеля с Калебом Лэндри Джонсом в главной роли. Премьера состоялась на 74-м Каннском кинофестивале, картина получила неоднозначный приём из-за своего сюжета.

## Сюжет
Фильм рассказывает о реальных событиях — о массовом убийстве в Порт-Артуре (Австралия), которое произошло в 1996 году. В общей сложности тогда погибли 35 человек. Главный герой картины — Нитрам, живущий с родителями молодой человек с ограниченными умственными способностями. Он сближается с пожилой соседкой, бывшей актрисой Хелен. Та погибает из-за него в автокатастрофе, но Нитраму это сходит с рук. Он получает в наследство большие деньги, начинает пить, замыкаться в себе, ещё больше отдаляться от родителей. Отец Нитрама совершает самоубийство из-за тяжёлой депрессии. В финале Нитрам приезжает с оружием в ресторан, где когда-то отмечал день рождения в компании родителей и Хелен, и начинает убивать всех вокруг.

## В ролях
- Калеб Лэндри Джонс — Мартин Брайант (Нитрам)
- Джуди Дэвис — мать Мартина
- Эсси Дэвис — Хелен Харви
- Энтони Лапалья — отец Мартина
- Шон Кинэн — Джейми

## Создание и оценки
Проект был анонсирован в ноябре 2020 года. Съёмки прошли в январе — марте 2021 года в австралийском штате Виктория. Премьера состоялась на 74-м Каннском кинофестивале в июле 2021 года.
Российский критик Антон Долин охарактеризовал «Нитрам» как «спекулятивное и довольно неприятное кино, не позволяющее обнаружить сколь-нибудь интересную подоплёку трагедии». При этом он отметил «пугающе убедительную» игру Калеба Лэндри Джонса. На сайте-агрегаторе отзывов Rotten Tomatoes фильм получил рейтинг 93 % со средней оценкой 7,9 из 10. Критики с этого ресурса считают, что мучительную мрачность повествования «Нитрам» компенсирует «захватывающим, хорошо сыгранным исследованием персонажей». На сайте Metacritic картина получила 81 балл из 100, что указывает на «всеобщее признание».
Фильм вызвал широкую полемику в самой Тасмании, где было совершено преступление. Келли Сполдинг, глава Тасманского совета, в который входит администрация Порт-Артура, осудила решение снять фильм. Такую же позицию занял Фонд Аланы и Мадлен, основанный отцом двух девочек, убитых во время стрельбы. Полицейская ассоциация Тасмании и профсоюз полиции Тасмании тоже негативно восприняли новость о съёмках. Только два кинотеатра Тасмании согласились показывать фильм Курзеля на своих экранах.